# ياسين عمريوي
ياسين عمريوي (بالفرنسية: Yassine Amrioui)‏ (21 فبراير 1995 في فرنسا - ) هو لاعب كرة قدم فرنسي في مركز الدفاع.

## روابط خارجية
- ياسين عمريوي على موقع قاعدة بيانات كرة القدم.إي يو (الإنجليزية)
- ياسين عمريوي على موقع Soccerway.com (الإنجليزية)